# São Raimundo Nonato
São Raimundo Nonato est une municipalité de l'État du Piauí située à 576 km de Teresina, la capitale de l'État. Créée en 1912, la commune compte 35 035 habitants, selon une estimation de 2021 par l'IBGE et 2 415 287 km2, constituant la commune centrale de la microrégion homonyme. Son économie repose sur les secteurs primaire (agriculture et élevage) et tertiaire.
En août, des festivités ont lieu en l'honneur du saint patron de la ville, São Raimundo Nonato.
À São Raimundo Nonato se trouve une partie du Parc national de la Serra da Capivara, un parc qui implique un total de quatre municipalités, est protégé par l'UNESCO et a 129 140 hectares et un périmètre de 214 kilomètres, l'un des plus grands de Région Nord-Est.
Actuellement, trois établissements publics d'enseignement supérieur fournissent des services dans la municipalité, ce sont: Université d'État de Piauí, Institut fédéral des sciences et technologies de l'éducation de Piauí et Université fédérale de Vale do São Francisco.

## Emplacement
Il est situé à latitude 09°00'54" sud et longitude 42°41'56" ouest, étant à une altitude moyenne de 332 mètres .
Il est situé dans la macrorégion semi-aride du Piauí, comprenant une zone irrégulière de près de trois mille kilomètres carrés. Il est délimité par les municipalités de Brejo do Piauí et João Costa au nord, au sud avec Fartura do Piauí, à l'est avec Coronel José Dias et São Lourenço do Piauí et, à l'ouest avec São Braz do Piauí et Bonfim do Piauí.

## Subdivisions administratives

### Subdivision géographique
- Mésorégion du Sud-Est Piauiense ;
- Microrégion de São Raimundo Nonato.

### Lotissement
« Planification participative pour le développement durable » est une ressource, inventée par le Gouvernement de l'État du Piauí, qui vise à développer un processus de planification large et participatif territorial. Outre la définition de stratégies de développement à moyen et long terme, cette planification met l'accent sur l'élaboration et la mise en œuvre de plans régionaux, rendant la participation effective des municipalités et communautés .
Dans le plan de développement de l'État, la municipalité est située :
- Macro région des régions semi-arides du Piauí ;
- Territoire intégré Serra da Capivara;
- Groupe 17. Elle avait 12 he fe sefos

## Historique
La région où se trouve actuellement la municipalité de São Raimundo Nonato a été formée par les fermes de Domingos Afonso Mafrense, données à la Jésuites après sa mort. Dans l'une de ces fermes, appelée Conceição, à leur arrivée, les religieux ont construit le Sobrado da Conceição, point de départ de l'occupation.
Selon les vestiges archéologiques découverts, toute la vallée de la rivière Piauí, où se trouvait la région, était habitée par des membres forestiers de la tribu des tapuias dans divers établissements.
L'arrivée des jésuites s'accompagne de colons et d'aventuriers qui, en prenant possession de zones de la région, entrent en conflit avec la tribu des Tapuias. La querelle s'est aggravée au fur et à mesure que les colonisateurs devenaient plus nombreux car, usant de leur supériorité en nombre et en armes, ils tentaient d'asservir les habitants de la forêt.
Le conflit qui éclata entre colons, indiens et aventuriers pour la possession de la terre conduisit Dom João Amorim Pereira, alors gouverneur de la Capitaine de Piauí, à ordonner au commandant José Dias Soares de conquérir la région, l'autorisant à distribuer une partie des terres conquises à leurs commandants. La difficile tâche de reprendre les terres par le commandant Zé Dias - comme on l'appelait - a duré environ huit ans, au cours desquels ses troupes ont dû faire face à divers dangers et ont dû favoriser l'ouverture de routes pour que l'expédition puisse voyager.
Avec les jésuites, la pacification et la catéchisation des peuples indigènes ont été tentées, avec peu de succès, avec une révolte survenue lors d'une distribution de nourriture et de vêtements aux tapuias, qui a été étouffée avec un solde de plusieurs morts et blessé. . Ce fait a entraîné l'émigration de la plupart des Indiens vers une région située sur les rives du Rio Tocantins.
Une fois la conquête consolidée et les dangers passés, José Dias Soares et ses fils Domingos Dias Soares et Gabriel Dias Soares s'installèrent à l'endroit où se trouve aujourd'hui la ville de Caracol, lui donnant le nom de Ant . Avec l'arrivée des pionniers, les tapuias se sont éloignées, entamant le processus de peuplement, avec la construction des premières maisons et l'exploration des vastes maniçobais. Le commandant distribua les terres pacifiées à ses compagnons d'expédition, occupant lui-même la ferme de Caracol, qui avait un sol fertile et de bons pâturages pour l'élevage du bétail, où il établit sa résidence avec sa famille.
Commence alors un cycle de prospérité dans la région. Plusieurs fermes ont été créées, développant les cultures et l'élevage de bétail. Le village s'est développé avec la construction de maisons, l'ouverture et l'alignement des rues, la création d'une place où une foire hebdomadaire était organisée le samedi, dans laquelle les agriculteurses et les colonss vendaient et achetaient des produits.
Le 6 juillet 1832, par décret de la régence de l'Empire, le district ecclésiastique de São Raimundo Nonato est créé, avec siège au lieu-dit Confusões, transféré plus tard, en 1836, au village de Jenipapo. Il a été élevé à la catégorie de village du même nom que São Raimundo Nonato par la résolution provinciale no 257, du 9 août 1850, en démembrant les municipalités de Jaicós et Jerumenha, constituées par le district siège social et installé le 4 mars 1851.
Au moyen de la loi municipale du 12 janvier 1904, les districts de Caracol et João Alves ont été créés.
Il a été élevé à la condition de municipalité, avec le nom de São Raimundo Nonato, par la loi de l'État no 669 du 26 juin 1912. En 1933, il est revenu à la condition de quartier, avec Caracol. Le 22 août 1947, elle se sépare de Caracol et est de nouveau élevée au rang de municipalité.

### Indice de Gini
Le coefficient de Gini est un indicateur qui mesure le degré de concentration des revenus. Il souligne la différence entre les revenus des plus pauvres et des plus riches. Plus cet indice est proche de zéro, ce qui indique l'amélioration de l'égalité socio-économique dans la région.
Entre 1991 et 2010, le revenu par habitant moyen de la municipalité a augmenté de 87,90 %, passant de 81,22 réals en 1991 à 152,61 en 2010. La proportion de pauvres, c'est-à-dire dont le revenu des ménages par habitant est inférieur à 140,00 réals, augmenté de 78,48 % à 62,64 %. 
Malgré la croissance du revenu par habitant dans la commune, la période entre 1991 et 2010 n'a pas montré d'amélioration absolue de l'indice de Gini. Au cours des deux dernières décennies, cet indicateur a subi de petites variations, en 1991 il était de 0,58, en 2000 il est descendu à 0,54 et en 2010 il est passé à 0,55.

### Géologie
Le contexte géologique de la commune est formé par deux domaines distincts :
- Les roches cristallines du socle précambrien ;

Le socle cristallin est constitué de divers gneiss appartenant au Complexe de Sobradinho-Remanso, en plus de phyllites, marbre, quartzites et schistes de l'Unité de Barra Bonita et , enfin, ; les granits.
- Les couvertures sédimentaires du Phanérozoïque.

Les couvertures sédimentaires sont représentées par des grès et conglomérats du Groupe Serra Grande ; shales et siltstones de la Formation de Pimenteiras ; grès et conglomérats de la Formation de Cabeças et ; sables, argiles, graviers et latérites des Dépôts Colluviaux-Eluviaux.
Il présente un relief d'ondulations accentuées et assez irrégulières en grande partie. Les grands canyons de la Serra da Capivara se distinguent comme caractéristiques du relief de la municipalité, où selon certaines théories, c'était autrefois une région extrêmement humide et inondée. L'altitude peut varier de 150 mètres à 600 mètres au-dessus du niveau de la mer.